# Pyrinia brunnea
Pyrinia brunnea là một loài bướm đêm trong họ Geometridae.